# Wunmi Mosaku
Oluwunmi Mosaku, dite Wunmi Mosaku, née le 31 juillet 1986 à Zaria, au Nigeria, est une actrice nigériano-britannique. 
Elle acquiert une notoriété à partir de 2009 pour son rôle de Joy dans la mini-série de la BBC Two Moses Jones (en), pour lequel elle obtient le prix de la meilleure actrice dans une mini-série au festival de fiction à Rome. Entre 2021 et 2023, elle interprète le rôle de Verity Willis / Hunter B-15 dans la série Loki, qu'elle reprendra dans le film Deadpool et Wolverine (2024).

## Biographie
Wunmi Mosaku est née dans le Zaria, au Nigeria, puis émigre avec sa famille à Manchester, en Angleterre, à l'âge d'un an. Elle fréquente la Trinity Church of England High School et le Xaverian Sixth Form College. Elle chante également pendant onze ans dans le Manchester Girls Choir, un chœur d'enfant de Manchester. Ses parents étaient tous deux professeurs au Nigeria, mais n'ont pas pu exercer les mêmes fonctions au Royaume-Uni. Sa mère crée une entreprise et son père finit par retourner au Nigeria. Wunmi Mosaku étudie l'art dramatique à la Royal Academy of Dramatic Art, où elle obtient en 2007 une licence d'art dramatique.
Wunmi Mosaku fait ses débuts professionnels sur scène en 2007, à l'Arcola Theatre, dans une production de Le Grand Théâtre du monde de Pedro Calderón de la Barca. En 2008, elle joue dans Rough Crossings, mis en scène par Rupert Goold et basé sur le livre de Simon Schama, au Lyric Hammersmith ; The Vertical Hour (2010), de David Hare, et Truth and Reconciliation (2011), tous les deux au Royal Court Theatre.
En 2008, elle participe à la première exposition UNDEREXPOSED à la National Portrait Gallery, conçue pour mettre en valeur les modèles noirs et célébrer le talent au sein de la communauté noire britannique . En 2009, elle joue dans la série Moses Jones, diffusée sur BBC Two, pour laquelle elle remporte le prix de la meilleure actrice dans une mini-série au Rome Fiction Festival.
Elle fait la couverture du magazine Screen International de juin-juillet 2009, en tant qu'une des stars britanniques de demain, et en 2011, elle fait l'objet d'un article dans le numéro 2011 du magazine Nylon consacré au jeune Hollywood. En 2010, Wunmi Mosaku est désignée comme l'un des sept nouveaux visages du Festival international du film de Toronto pour I Am Slave, dans lequel elle joue le rôle de Malia, une jeune fille qui a été enlevée de son village au Soudan et vendue comme esclave. Pour ses performances, Mosaku remporte des prix tels que celui de la meilleure actrice au Birmingham Black Film Festival, celui de la meilleure performance à l'écran aux Cultural Diversity Awards et celui de la meilleure performance féminine aux Screen Nation.
Elle multiplie les rôles dans des séries télé, comme dans In the Flesh ou dans Loki, ou encore au cinéma, comme en 2016 dans le film Batman v Superman : L'Aube de la justice. Elle joue aussi dans un court métrage, Leading Lady Parts (en), diffusé par la BBC, où des actrices britanniques dénoncent le sexisme et le racisme dans le cinéma en se mettant en scène. Actrice importante et reconnue au sein d'une nouvelle génération, incarnant une diversité, elle est nommée aux BAFTA, en 2021, par exemple, année durant laquelle elle est également nommée pour un Critics' Choice Television Awards de meilleure actrice dans un second rôle dans une série dramatique, Lovecraft Country .

## Filmographie

### Séries télévisées
- 2007 : Sold (en) : Pompier
- 2008 : Never Better (en) : Serveuse
- 2008 : Doctors: Who Do You Think You Are Kidding? : Infirmière Kelly Strathairn
- 2008 : The Bill: Trial and Error: Part 1 : Sophie Oduya
- 2009 : Moses Jones (en) : Joy
- 2010 : Affaires non classées : Charlie Gibbs
- 2010 : One Night in Emergency : La belle infirmière
- 2010 : Father and Son (en) : Stacey Cox
- 2010 : Londres, police judiciaire : Tamika Vincent
- 2011 : Les Enquêtes de Vera : Holly Lawson
- 2011 : 32 Brinkburn Street : Joy
- 2011 : The Body Farm (en) : Rosa Gilbert
- 2011 : Jo : Angélique Alassane
- 2013 : Dancing on the Edge : Carla
- 2013 :Truckers (en)
- 2014 : In the Flesh : Maxine Martin
- 2015 : Don't Take My Baby : Belinda
- 2015 : Capital : Quentina
- 2016 : Black Mirror : Katie
- 2017 : The End of the F***ing World : Teri
- 2019 : Luther : Sergent Catherine Halliday
- 2020 : Lovecraft Country : Ruby Baptiste
- 2021 - 2023: Loki : Chasseur B-15
- 2022 : We Own This City : Nicole Steele
- 2022 : Alice, Darling : Sophie
- 2023 : Scavengers Reign : Avi

### Cinéma
- 2006 : The Women of Troy de Phil Hawkins (en) : Hélène
- 2010 : Honeymooner (en) de Col Spector : Seema
- 2010 : Womb de Benedek Fliegauf : Erica
- 2010 : I Am Slave (en) de Gabriel Range : Malia
- 2011 : Stolen de Justin Chadwick : Sonia Carney
- 2011 : Citadel de Ciaran Foy : Marie
- 2013 : Philomena de Stephen Frears : Jeune none
- 2015 : Don't Take My Baby de Ben Anthony : Belinda
- 2016 : Batman v Superman : L'Aube de la justice de Zack Snyder : Kahina Ziri
- 2018 : Leading Lady Parts (en) de Jessica Swale (en) : actress 7
- 2019 : Le Miel d'Harar (Sweetness in the Belly) de Zeresenay Mehari : Amina
- 2020 : His House de Remi Weekes : Rial
- 2022 : Call Jane de Phyllis Nagy
- 2024 : Deadpool et Wolverine de Shawn Levy : Dr Verity Willis / Chasseuse B-15
- 2025 : Sinners de Ryan Coogler : Annie

## Distinctions

### Nominations
- Critics' Choice Television Awards 2021 : Meilleure actrice dans un second rôle dans une série dramatique pour Lovecraft Country [11].